# Tuba romana
Tuba romana – rzymska tuba, instrument przypominający trąbkę, najważniejszy z rzymskich instrumentów dętych blaszanych.
Składała się z prostego cylindra z brązu lub mosiądzu (rzadziej z żelaza lub kości słoniowej), z lekko rozszerzoną czarą głosową, o długości około 1,2 do 1,5 metra. Zwykle miała odłączany ustnik z rogu lub kości słoniowej. 
Kilka klasycznych odniesień do instrumentu jako „terribilis” lub „rauca” sugeruje, że jego brzmienie musiało być bardziej ostre niż brzmienie współczesnej trąbki. Podobne instrumenty istniały w starożytnej Grecji, Izraelu i Egipcie, ale rzymska wersja pochodzi bezpośrednio od Etrusków.
Romańska tuba miała zasadniczo wojskowe zastosowanie. Używana była do dawania sygnałów podczas bitew, do ataku i do odwrotu, ale też przy opuszczaniu obozu, podczas zmiany warty i itp.